# Паликир
Паликир (енгл. Palikir) је главни град Федералних Држава Микронезије у Тихом океану. Град се налази на острву Понпеј и има 6.227 становника (попис 2004). Пет километара ка истоку, налази се већи град Колонија. Паликир је проглашен главним градом Микронезије 1989. године.

## Географија
Паликир се налази у северозападном центру острва Понпеј (раније познатог као Понап). Геолошки острвски терен се састоји од високих планина до ниских коралних атола. То је највеће, највише, највлажније и најсликовитије острво у Савезним Државама Микронезије. Паликир је 8 kilometers (5 miles) југозападно од Колоније, највећег града Понпеја и главног града државе Понпеј. Подводни гребени се налазе свуда око приобалног дела острва. Око 9 kilometers (6 miles) југоисточно, планина Нанлауд је највиша тачка Савезних Држава Микронезије и Понпеја на 2.566 ft (782 m) као што је назначено у коначном топографском истраживању USGS размере 1:25,000. Паликир је окружен шумовитом пределом.

### Клима
Паликир има климу тропских прашума према Кепеновој класификацији климе. Пасатна клима острва, мада је обележена честим циклонима, није екваторијална. Као што је уобичајено за многа подручја са овом климом, Паликир доживљава веома мале варијације у својим температурама током године, у просеку око 27 °C (81 °F) дневно током целе године. Међутим, у граду се током године јавља изузетна количина падавина. У просеку на Паликир годишње падне 5.202 mm (204,8 in) падавина. То је највлажнији главни град на свету.
| Клима Паликира             | Клима Паликира | Клима Паликира | Клима Паликира | Клима Паликира | Клима Паликира | Клима Паликира | Клима Паликира | Клима Паликира | Клима Паликира | Клима Паликира | Клима Паликира | Клима Паликира | Клима Паликира |
| Показатељ \ Месец          | .Јан.          | .Феб.          | .Мар.          | .Апр.          | .Мај.          | .Јун.          | .Јул.          | .Авг.          | .Сеп.          | .Окт.          | .Нов.          | .Дец.          | .Год.          |
| -------------------------- | -------------- | -------------- | -------------- | -------------- | -------------- | -------------- | -------------- | -------------- | -------------- | -------------- | -------------- | -------------- | -------------- |
| Максимум, °C (°F)          | 29,9 (85,8)    | 30,0 (86)      | 30,2 (86,4)    | 30,2 (86,4)    | 30,3 (86,5)    | 30,4 (86,7)    | 30,6 (87,1)    | 30,8 (87,4)    | 30,9 (87,6)    | 30,9 (87,6)    | 30,7 (87,3)    | 30,3 (86,5)    | 30,43 (86,78)  |
| Просек, °C (°F)            | 26,8 (80,2)    | 26,9 (80,4)    | 27,1 (80,8)    | 26,9 (80,4)    | 26,9 (80,4)    | 26,8 (80,2)    | 26,6 (79,9)    | 26,7 (80,1)    | 26,8 (80,2)    | 26,8 (80,2)    | 26,8 (80,2)    | 27,0 (80,6)    | 26,84 (80,3)   |
| Минимум, °C (°F)           | 23,8 (74,8)    | 23,9 (75)      | 24,0 (75,2)    | 23,7 (74,7)    | 23,6 (74,5)    | 23,3 (73,9)    | 22,7 (72,9)    | 22,6 (72,7)    | 22,7 (72,9)    | 22,7 (72,9)    | 22,9 (73,2)    | 23,7 (74,7)    | 23,3 (73,95)   |
| Количина падавина, mm (in) | 377 (14,84)    | 279 (10,98)    | 353 (13,9)     | 462 (18,19)    | 502 (19,76)    | 464 (18,27)    | 504 (19,84)    | 515 (20,28)    | 464 (18,27)    | 469 (18,46)    | 421 (16,57)    | 392 (15,43)    | 5,202 (204,79) |
| Извор: Climate-Data.org    |                |                |                |                |                |                |                |                |                |                |                |                |                |

## Историја
Понпејом су у древним временима владали племенски поглавари. Паликир је раније био мало село од малог значаја. На острво Понпеј су наишли Португалци и Шпанци у 15. веку, али Шпанци су се колонијално насељавали тек 1886. Касније је Немачка добила Каролинска острва куповином од Шпаније на крају Шпанско-америчког рата 1898. Током Првог светског рата контрола је прешла на Јапанце. Током Другог светског рата Јапанци су изградили аеродром у близини Колоније. После Другог светског рата, острво је било под управом владе Сједињених Држава све док ФДМ није стекао независност 1979. године. Влада Федералних Држава Микронезије одлучила је да претвори подручје Паликира у град у којем ће бити смештена централна администрација острва као наменски изграђен главни град. Проглашен је главним градом Микронезије 1989. године. Америчка помоћ од 15 милиона америчких долара је стављена на располагање да се локација развије у модеран град. Изграђене су све владине канцеларије, неке стамбене куће и резиденција председника Савезних Држава Микронезије. Сада је средиште савезне администрације земље, иако је још увек село са 4.645 становника.

## Становништво
Националност људи је микронезијска са најчешћим етничким групама Чукеси, Косраеани, Похнпејани и Јапси. Енглески је уобичајен и службени језик, док свако од већих острва има свој локални језик као што су чукески, косраеански, похнпејански и јапски. Око 96% становништва су хришћани, а римокатолицизам је већинска религија код преко 50% становништва. Град је категорисан као град са „високим степеном тешкоћа са типичном премијом за тешкоће од 30%“ из међународне перспективе.

## Привреда
Економија главног града се огледа у економским ресурсима острва Савезне Државе Микронезије (600 острва, атола и острва (укључујући острво Понпеј) у целини. Привреда острва се у основи састоји од узгоја за самосталне потребе и риболова (прерада рибе и аквакултура). Производе се тропски пољопривредни и плантажни производи као што су копра, хлебовац, таро, бетел ораси, слатки кромпир, касава, тропско воће и поврће, трочусне шкољке, какао и пиринач. Узгаја се стока, као што су свиње и живина. Производи као што су риба, банане, црни бибер и одећа углавном се извозе у Јапан. Увози се храна, индустријска роба, машине и опрема, и пића.
Земља је независна, али заправо зависи од финансијске подршке која произилази из њеног Споразума о слободном придруживању са САД. Према подацима из 2012. стопа инфлације је била 2%, а трошкови живота (за увозну робу) на Паликиру су веома високи у поређењу са другим местима у свету.

### Саобраћај
Државно Министарство образовања Понпеja управља јавним школама:
- ОШ Паликир[16]
- Средња школа Баjли Олтер (бивша централна школа острва Понпеj или PICS) у Колонији опслужује ученике из Сокеха.[17]

## Галерија
- Мапа острва
- Фауна острва